# Neoamphion vittatum
Neoamphion vittatum är en skalbaggsart som först beskrevs av Reiche 1839.  Neoamphion vittatum ingår i släktet Neoamphion och familjen långhorningar. Inga underarter finns listade i Catalogue of Life.